# Ladin Dolomitan
Ladin Dolomitan („Dolomitenladinisch“) oder Ladin standard („Standardladinisch“) ist die Schriftsprache der Dolomitenladiner, die auf Gemeinsamkeiten der fünf Hauptdialekte des Ladinischen basiert. Alle Formen des Ladin Dolomitan existieren bereits, sie werden von den Idiomen übernommen. Es wird der kleinste gemeinsame Nenner gefunden zwischen verschiedenen Formen einer Sprache.

## Erarbeitung und Ziel
Sie ist das Ergebnis des sog. SPELL-Projekts (Servisc per la planificazion y Elaborazion dl Lingaz Ladin – „Dienst für Planung und Ausarbeitung der ladinischen Sprache“) der Union Generala di Ladins dles Dolomites (Projektinhaber) und der ladinischen Kulturinstitute Micurá de Rü und Majon di Fascegn und des Istitut Pedagogich Ladin, das eine einheitliche Schriftsprache für die Dolomitenladiner kreieren sollte. Den Auftrag zur Ausarbeitung des Projekts erhielt 1988 der Zürcher Professor Heinrich Schmid, der zuvor bereits die bündnerromanische Schriftsprache Rumantsch Grischun entworfen hatte. Schmid veröffentlichte 1998 seine Wegleitung für den Aufbau einer gemeinsamen Schriftsprache der Dolomitenladiner, in der die Grundzüge der neuen Schriftsprache dargestellt wurden.
Ziel von Ladin Dolomitan ist nicht, die bestehenden ladinischen Sprachen der verschiedenen Talschaften zu ersetzen und zu verdrängen. Vielmehr soll Ladin Dolomitan als Standardsprache zur Verständigung zwischen Sprechern der verschiedenen Idiome dienen. Auch kann dies den Verwaltungsaufwand von Gebietskörperschaften und Organisation verringern, die nicht nur an eine einzige Talschaft gebunden sind. So erlaubt es z. B. der Verwaltung des Landes Südtirol, sich in einer einzigen ladinischen Sprachform an die Gemeinden in Gröden und im Gadertal zu wenden. Dennoch ist die Akzeptanz des Ladin Dolomitan unterschiedlich, insbesondere gibt es in Gröden großen Widerstand. Im Gadertal, im Fassatal und in Buchenstein steht die Bevölkerung dem Ladin Dolomitan recht aufgeschlossen gegenüber. Bis heute haben einige Institutionen, etwa die Union Generela di Ladins dles Dolomites (Dachorganisation der Sella-Ladiner), die Comunanza Ladina de Bulsan oder die Freie Universität Bozen, die Standardsprache in ihren Publikationen übernommen.

## Morphologie

### Artikel
| definiter Artikel | Singular            | Plural |
| ----------------- | ------------------- | ------ |
| maskulin          | l                   | i      |
| feminin           | la / l' (vor Vokal) | lis    |

| indefiniter Artikel | Singular            | Plural |
| ------------------- | ------------------- | ------ |
| maskulin            | n                   | –      |
| feminin             | na / n' (vor Vokal) | –      |

Beispiele: l pere 'der Vater', n pere 'ein Vater', la ciasa 'das Haus', na ciasa ein Haus'

### Pluralbildung
Das Ladinische als westromanisches Idiom hat einen sigmatischen Plural.
- Grundsätzlich erhalten Wörter, die auf Konsonant enden, im Plural -es: volp – volpes, pel – peles.
- Wörter, die im Singular auf -a oder -e enden, erhalten im Plural -es: roda – rodes
- Wörter, die auf -n oder auf einen betonten Vokal (-é, -ù etc.) enden, erhalten ein -s: man – mans.
- Wörter, die auf -f enden, erhalten den Plural -ves, bei dem die Auslautverhärtung rückgängig gemacht wird: sief – sieves
- Wörter, die auf -sc enden, erhalten das Pluralflexiv -jes: ousc – oujes

Darüber hinaus gibt es auch einige unregelmäßige Pluralformen wie pe – piesc etc.

### Pronomen
| Person/Zahl | unbetont (proklitisch) | betont              |
| ----------- | ---------------------- | ------------------- |
| 1. Ps. Sg.  | i                      | ie                  |
| 2. Ps. Sg.  | te                     | tu                  |
| 3. Ps. Sg.  | al (m.) / ala (f.)     | el (m.) / ela (f.)  |
| 1. Ps. Pl.  | i                      | nos                 |
| 2. Ps. Pl.  | i                      | vos                 |
| 3. Ps. Pl.  | ai (m.) / ales (f.)    | ei (m.) / eles (f.) |

Die rätoromanischen Sprachen – und somit auch das Ladinische – sind keine Pro-Drop-Sprachen, d. h. das unbetonte Personalpronomen wird stets gesetzt: al pluev 'es regnet'. Einzig im Imperativ steht kein unbetontes Pronomen.
Das betonte Personalpronomen dient ausschließlich der Betonung der Person.
Die Höflichkeitsform ist die 2. Ps. Pl., wobei die Form Vos groß geschrieben wird. Das unpersönliche 'man' wird im ladin dolomitan mit an wiedergegeben: an à 'man hat'.
Typisch für das ladin dolomitan sind – wie auch für die anderen rätoromanischen Idiome wie das Friaulische – so genannte Interrogativformen, d. h. eigene, enklitische Pronomen, die an die Verbform angehängt werden und teilweise von der Aussageform abweichen bzw. auch morphologische Veränderungen bewirken. Die enklitischen, unbetonten Pronomina lauten:
| Person/Zahl | unbetont (enklitisch) |
| ----------- | --------------------- |
| 1. Ps. Sg.  | -i                    |
| 2. Ps. Sg.  | -te                   |
| 3. Ps. Sg.  | -el (m.) / -ela (f.)  |
| 1. Ps. Pl.  | -se                   |
| 2. Ps. Pl.  | -e                    |
| 3. Ps. Pl.  | -ei (m.) / eles (f.)  |

So wird aus der Aussageform tu ciantes 'du singst' die Form cianteste? 'singst du?', vgl. französisch tu chantes aber chantes-tu? und friaulisch tu cjantis aber cjantistu?. Einige häufig gebrauchte unregelmäßige Verben haben in manchen Personen unregelmäßige Interrogativformen, beispielsweise el va 'er geht' aber vàl? 'geht er?' und nicht *va-el?

### Konjugation
Entsprechend der unter 'Pronomen' erwähnten Aussage- und Inversionsform sieht das Paradigma eines regelmäßigen Verbs auf -é < lat. -ARE wie folgt aus:
| Person/Zahl | cianté 'singen' | cianté (Inversionsform)       |
| ----------- | --------------- | ----------------------------- |
| 1. Ps. Sg.  | ciante          | cianti?                       |
| 2. Ps. Sg.  | ciantes         | cianteste?                    |
| 3. Ps. Sg.  | cianta          | ciàntel / ciàntela / ciànten? |
| 1. Ps. Pl.  | cianton         | ciantonse                     |
| 2. Ps. Pl.  | cianteis        | cianteise                     |
| 3. Ps. Pl.  | cianta          | ciàntei/ciànteles?            |

### Komparation
Der Komparativ wird mit plu ('mehr') + Adjektiv gebildet, der Superlativ mit dem Artikel, mit plu und dem Adjektiv. vedla, plu vedla, la plu vedla: 'alt', 'älter', 'am ältesten'
Es gibt auch eine negative Steigerung mit manco ('wenig'): la manco vedla ('die am wenigsten alte' = 'die jüngste').

## Syntax
Wie in allen romanischen Sprachen und Dialekten gilt im Ladin Dolomitan auch die Syntax (Determinant) + Substantiv + Adjektiv. Nur einige wenige Adjektive wie bel 'schön' können auch vor dem Substantiv stehen: les beles ciases 'die schönen Häuser', aber auch möglich: les ciases beles (mit semantischem Unterschied: 'die schönen Häuser im Gegensatz zu den hässlichen).
Die Satzstellung ist in der Regel Subjekt – Verb – Objekt bzw. Subjekt – Verb – Adjektiv: Maria a dit la verité ('Maria hat die Wahrheit gesagt') bzw. Mies fies é deventedes granes ('Meine Töchter sind groß geworden').

## Wortbildung
Die Motion der Wörter wird in der Regel sowohl bei Substantiven als auch bei Adjektiven durch Anhängen von -a durchgeführt: giat 'Kater' > giata 'Katze, signour 'Herr' > signoura 'Frau, bel 'schön' (maskulin) > bela 'schön(e)' (feminin) etc.